# Jérôme Salomon
Jérôme Salomon (sinh ngày 4 tháng 4 năm 1969) là một bác sĩ bệnh truyền nhiễm và công chức cao cấp người Pháp. Ông là Tổng cục trưởng Cục Y tế của Pháp kể từ ngày 8 tháng 1 năm 2018. Ông được biết đến ở Pháp kể từ đại dịch COVID-19.

## Sự nghiệp y tế
Ông từng đảm nhận việc nghiên cứu về các bệnh truyền nhiễm mới nổi, dịch tễ và kháng thuốc kháng sinh tại Inserm, Viện Pasteur, và Đại học Versailles Saint-Quentin-en-Yvelines. Ông là giám đốc phòng khám tại Bệnh viện Đại học Raymond Poincaré từ năm 1999 đến 2002, sau đó là bác sĩ từ năm 2004 đến 2009.

## Sự nghiệp công chức
Ông là cố vấn của Bernard Kouchner vào đầu những năm 2000. Năm 2010, ông trở thành chuyên gia y tế trong nội các Marisol Touraine (sau là Xã hội và Việc làm và Y tế), sau đó là cố vấn từ năm 2013 đến 2015.
Vào năm 2016, ông đã tập hợp lại để khởi đầu cuộc vận động của Macron cho cuộc bầu cử tổng thống Pháp năm 2017 và tham gia vào việc soạn thảo phần y tế của chương trình ứng cử viên.
Tháng 1 năm 2018, ông được Agnès Buzyn chọn làm Tổng cục trưởng Cục Y tế Pháp.

### Đại dịch COVID-19
Jérôme Salomon được biết đến ở Pháp kể từ đại dịch COVID-19, đưa ra những tuyên bố hàng ngày về phân tích xu hướng hàng ngày và tình hình trong nước, tình trạng của những người được chẩn đoán. Người ta nói vào tháng 3 năm 2020 rằng vị trí của ông rất khó khăn vì ông đã cảnh báo Emmanuel Macron ngay từ năm 2016 rằng Pháp không chuẩn bị về hậu quả của một đại dịch có thể xảy ra nhưng bây giờ được yêu cầu phải biện minh cho các hành động của chính phủ Pháp hiện tại.